# Gustaf Bergström (fotbollsspelare)
John Laurentius Gustaf Adolf "Foten" Bergström, född 4 juli 1884 i Göteborg, död 9 februari 1938 i Göteborg, var en svensk amatörfotbollsspelare (anfallare) och friidrottare.
Bergström var en av spelarna som deltog i Sveriges allra första landskamp, mot Norge i Göteborg, 12 juli 1908. Han var sedan uttagen till den svenska fotbollstruppen i OS i London 1908 där han spelade i Sveriges båda matcher i turneringen.
Bergström, som under sin klubbkarriär tillhörde Örgryte IS och där vann fem SM-guld, spelade under åren 1908-1909 sammanlagt 6 landskamper där han gjorde 1 mål.
Gustaf Bergström var bror till tillika ÖIS- och landslagsspelarna Erik och Henrik och ÖIS-spelaren Georg.

## Meriter

### I klubblag
Örgryte IS
- Svensk mästare (5): 1902, 1904, 1905, 1906, 1909

### I landslag
Sverige
- Uttagen till OS (1): 1908 (spelade i Sveriges båda matcher)
- 6 landskamper, 1 mål

### Webbsidor
- Gustaf Bergström på Sveriges Olympiska Kommittés webbplats
- Lista på landskamper, svenskfotboll.se, läst 2013 01 29
- "Olympic Football Tournament London 1908", fifa.com, läst 2013 01 29